# Рудольф Фрідріх
Рудольф Фрідріх (нім. Rudolf Friedrich; 15 червня 1914, Штрелен — 15 липня 1943, Карибське море) — німецький офіцер-підводник, капітан-лейтенант крігсмаріне.

## Біографія
5 квітня 1935 року вступив на флот. У вересні 1939 року відряджений в авіацію. З серпня 1941 по березень 1942 року пройшов курс підводника. З березня 1942 року — 1-й вахтовий офіцер на підводному човні U-558. В липні-серпні 1942 року пройшов курс командира човна. З 15 серпня 1942 року — командир U-759, на якому здійснив 2 походи (разом 80 днів у морі). 15 липня 1943 року U-759 був потоплений в Карибському морі південніше Гаїті (15°58′ пн. ш. 73°44′ зх. д.) глибинними бомбами американського летючого човна «Марінер». Всі 47 членів екіпажу загинули.
Всього за час бойових дій потопив 2 кораблі загальною водотоннажністю 12 764 тонни.
| Дата         | Назва корабля  | Тип               | Тоннаж | Вантаж                                                    | Екіпаж | Загинули | Країна     | Конвой   |
| ------------ | -------------- | ----------------- | ------ | --------------------------------------------------------- | ------ | -------- | ---------- | -------- |
| 5 липня 1943 | Maltran        | Торговий пароплав | 3,513  | 3200 тонн генеральних вантажів                            | 47     | 0        | США        | GTMO-134 |
| 6 липня 1943 | Poelau Roebiah | Торговий теплохід | 9,251  | 8100 тонн марганцевої руди і 100 тонн мідних концентратів | 114    | 2        | Нідерланди | ZG-36    |

## Звання
- Кандидат в офіцери (5 квітня 1935)
- Морський кадет (25 вересня 1935)
- Фенріх-цур-зее (1 квітня 1936)
- Оберфенріх-цур-зее (1 січня 1938)
- Лейтенант-цур-зее (1 квітня 1938)
- Оберлейтенант-цур-зее (1 жовтня 1939)
- Капітан-лейтенант (1 вересня 1942)

## Нагороди
- Медаль «За вислугу років у Вермахті» 4-го класу (4 роки)